# (448) Natalie
(448) Natalie est un astéroïde de la ceinture principale découvert par M. Wolf et A. Schwassmann le 27 octobre 1899.